# The Champs
The Champs es una banda estadounidense de rock and roll, más famosa por su instrumental con tintes latinos "Tequila". [1] El grupo tomó su nombre del caballo de Gene Autry, Champion, [1] y fue formado por ejecutivos de estudio en Autry's Challenge Records [2] para grabar una cara B para el sencillo de Dave Burgess, "Train to Nowhere". La pista descartable prevista se hizo más famosa que su lado A, ya que "Tequila" llegó al número 1 en solo tres semanas, [1]y la banda se convirtió en el primer grupo en subir al primer puesto con un instrumental que fue su primer lanzamiento. [3] La canción fue grabada en Gold Star Studios en el otoño de 1957 y en 1959 ganó el premio Grammy a la mejor interpretación de R&B. [4] Vendió más de un millón de copias y la RIAA le otorgó un disco de oro. [5] el grupo se hizo famoso con el sencillo "Tequila" en 1958, que le valió el Grammy a la mejor canción R&B en 1959.

## Historia
"Tequila" fue escrita por el saxofonista Danny Flores, aunque fue acreditado como Chuck Rio porque estaba bajo contrato con otro sello discográfico (RPM Records) en ese momento. [1] Flores, quien murió en septiembre de 2006, era conocido como el "Padrino del rock latino". [3] El "saxo sucio" de Flores y su "Tequila" de voz baja son los sellos distintivos de la canción. [6] Flores cedió los derechos estadounidenses de la canción, pero retuvo los derechos en todo el mundo hasta su muerte. [7]
Hay muchas versiones de la melodía, incluida una versión de jazz del guitarrista Wes Montgomery en 1966. También ha sido grabada por los raperos ALT y XL Singleton. The Champs también tuvo éxito con instrumentales como "Limbo Rock" éxito de Chubby Checker de 1962 y "El Rancho Rock". En 1985, "Tequila" apareció de manera destacada en la película Pee Wee's Big Adventure. The Champs también grabaron una secuela de "Tequila" titulada "Too Much Tequila".

## Reunión de la banda 2020
En 2020, el líder del grupo, Dave Burgess, resucitó a The Champs para un nuevo álbum, Tequila Party, cuyo lanzamiento está previsto para noviembre. El LP contiene 12 pistas recién grabadas, incluida una interpretación estridente de "fiesta" de su éxito característico, más siete nuevas composiciones de Burgess. El prolífico compositor Burgess, que tiene más de 700 derechos de autor registrados en BMI, escribió o coescribió 14 canciones en los dos primeros LP de Challenge Records de The Champs. "Tequila Party" está disponible en www.TheChampsOfficial.com.

## Integrantes
- Dave Burgess, líder y guitarra
- Dale Norris, guitarra
- Buddy Bride, guitarra
- Danny Flores, saxo tenor (hasta 1958)
- Jimmy Seals, saxo
- Ben Norman, bajo eléctrico (hasta 1958)
- Cliff Hils, bajo
- Bobby Morris, bajo
- Gene Alden, percusión (hasta 1958)
- Dash Crofts, percusión